# Sellou
Le sellou (arabe : سَلُّو) ou slilou, aussi appelé sfouf (سْفُوف), dont une variante est la zammita (زَمِّيتَة), est un dessert consommé au Maroc, et qui existe aussi en Algérie.
Très nutritif, il est préparé à base de farine grillée, mélangée à des amandes torréfiées, du miel, du sésame, du beurre fondu, et d'autres épices telles que l'anis et le fenouil.
Ce plat est surtout confectionné pendant le ramadan parce qu'il aide à jeûner durant la journée, et aussi pendant les fêtes pour les mariages et naissances. D'origine berbère, son ancêtre l'asselou consommé par les sultans almoravides était préparé à base de blé et de miel.

## Polémique
En février 2024, pour avoir proposé le sellou, un mets maghrébin dans un stand Maghreb des Galeries Lafayette, la cuisinière algérienne Sherazade Laoudjedj est victime de d'insultes et de menaces de la part d'internautes marocains. Une campagne sur les réseaux sociaux entre des Algériens et des Marocains a provoqué le retrait du produit puis la fermeture du stand.